# Harrods Buenos Aires
Harrods Buenos Aires è un edificio commerciale situato in Calle Florida a Buenos Aires, in Argentina. È stato aperto nel 1912 come prima ed unica succursale estera dei grandi magazzini Harrods di Londra. Si è separato dalla casa madre alla fine degli anni 1940 e ha continuato l'attività commerciale indipendentemente. Con la crisi economica argentina i grandi magazzini hanno dovuto chiudere nel 1998 ma sono poi stati ristrutturati nel 2003.
In seguito ad una causa intentata dal proprietario di Harrods di Londra sull'utilizzo del marchio commerciale è stata emessa una sentenza che consente l'uso del nome Harrods Buenos Aires, anche se solo in Argentina.